# Crossac
Crossac é uma comuna francesa na região administrativa da Pays de la Loire, no departamento de Loire-Atlantique. Estende-se por uma área de 25,85 km². Em 2010 a comuna tinha 2 998 habitantes (densidade: 116 hab./km²).